# Mycoplasma capricolum
A Mycoplasma capricolum é uma espécie de bactéria.